# Eligio Ayala

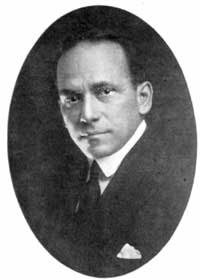
Eligio Ayala (um 1925)

José Eligio Ayala (* 4. Dezember 1879 in Mbuyapey, Departamento Paraguarí; † 24. Oktober 1930 in Asunción) war ein paraguayischer Politiker, der zwischen 1916 und 1919 und zwischen 1920 und 1923 Finanzminister sowie von 1923 bis 1924 provisorischer Präsident von Paraguay war. Er war zwischen 1924 und 1928 erneut Staatspräsident und bekleidete von 1928 bis zu seinem Tode 1930 abermals das Amt des Finanzministers. Er starb an den Folgen eines Schusswechsels mit einem Bankangestellten, den er nach einem persönlichen Streit erschossen hatte.

## Leben

### Abgeordneter, Parlamentspräsident und Finanzminister
José Eligio Ayala, Sohn des bekannten Journalisten und politischen Kommentators José de la Cruz Ayala, stammte aus einer armen Familie und schloss ein grundständiges Studium in Asunción mit finanzieller Unterstützung durch ein Stipendium der Regierung ab. Im Anschluss absolvierte er ein Studium der Rechtswissenschaften an der Fakultät für Rechts- und Sozialwissenschaften an der Universidad Nacional de Asunción (UNA) und war im Anschluss von 1904 bis 1910 als Lehrer am Colegio Nacional tätig. Er war bereits seit seiner Jugend Mitglied der Partido Liberal und unterstützte 1904 die von General Benigno Ferreira geführte Revolution. 1908 wurde er für die Partido Liberal erstmals zum Mitglied der Abgeordnetenkammer (Cámara de Diputados), das Unterhaus des Nationalkongresses (Congreso de Paraguay), und wurde 1910 im Alter von 30 Jahren Präsident der Abgeordnetenkammer.
1911 leitete Ayala einen fehlgeschlagenen Aufstand gegen den Staatsstreich von Albino Jara und musste im Anschluss ins Exil nach Europa gehen. In den folgenden Jahren absolvierte er bis 1916 Studienaufenthalte an der University of London, der Universität von Paris, der Ruprecht-Karls-Universität Heidelberg sowie der Universität Zürich. In der Schweiz lernte er Wladimir Iljitsch Lenin kennen. Nach seiner Rückkehr nach Paraguay wurde er am 15. August 1916 Finanzminister in der Regierung von Präsident Manuel Franco, der neben ihm Luis Alberto Riart als Innenminister, Manuel Gondra als Außenminister, Félix Paiva als Minister für Justiz, Religion und öffentlichen Unterricht sowie Ernesto Velázquez als Kriegs- und Marineminister angehörten. Das Amt des Finanzministers bekleidete er bis Oktober 1916.
Im März 1920 abermals zum Mitglied der Abgeordnetenkammer gewählt und dann im August 1920 von Präsident Manuel Gondra zum Finanzminister (Ministro de Hacienda) in dessen zweite Regierung berufen, der neben ihm José Patricio Guggiari als Innenminister, Enrique Bordenave als Außenminister, Rogelio Ibarra Muñoz als Minister für Justiz, Religion und öffentlichen Unterricht sowie Oberst Adolfo Chirife als Kriegs- und Marineminister angehörten. Das Amt des Finanzministers bekleidete er von November 1921 bis April 1923 auch in der Regierung von Präsident Eusebio Ayala, in der Rogelio Ibarra Muñoz als Innenminister, Alejandro Arce als Außenminister, Eliseo Da Rosa als Minister für Justiz und öffentlichen Unterricht und Oberst Manuel Rojas als Kriegs- und Marineminister fungierten.

### Erste Präsidentschaft von April 1923 bis März 1924
Nachdem Präsident Eusebio Ayala aufgrund des Bürgerkriegs von 1922 bis 1923 am 7. April 1923 zurückgetreten war, übernahm Eligio Ayala kommissarisch das Amt als Präsident von Paraguay, nachdem der Kongress den Rücktritt am 12. April 1923 angenommen hatte. Er bildete daraufhin sein erstes Kabinett, dem Modesto Guggiari als Innenminister, Rogelio Ibarra Muñoz als Außenminister, Lisandro Díaz León als Minister für öffentlichen Unterricht und Justiz sowie Oberst Manlio Schenoni als Kriegs- und Marineminister angehörten.
Am 3. Februar 1924 nominierte der Konvent der Radikal-Liberalen Partei (Partido Liberal Radical) Ayala zu deren Kandidaten für die Präsidentschaftswahlen 1924 sowie Manuel Burgos zum Kandidaten für die Vizepräsidentschaft. Die ursprünglich angedachte Kandidatur des früheren Präsidenten Eusebio Ayala wurden damit zurückgezogen. Auf dem Parteikonvent wurde zugleich José Patricio Guggiari zum Präsidenten der Partido Liberal Radical gewählt. Am 17. März 1924 legte Eligio Ayala sein Amt als Staatspräsident nieder, um seinen Wahlkampf für die Präsidentschaftsperiode von 1924 bis 1928 vorzubereiten. Daraufhin übernahm der frühere Innenminister Luis Alberto Riart am 17. März 1924 das Präsidentenamt.

### Zweite Präsidentschaft von August 1924 bis August 1928
Eligio Ayala wurde durch ein Wahlmännerkollegium am 11. Mai 1924 ohne Gegenkandidaten zum Staatspräsidenten gewählt, während Manuel Burgos zum Vizepräsidenten gewählt wurde. Nach seiner Vereidigung am 15. August 1924 bildete er daraufhin seine zweite Regierung, der Manuel Benítez als Finanzminister, Belisario Rivarola als Innenminister, Manuel Peña als Außenminister, Adolfo Aponte als Minister für Justiz, Religion und öffentlichen Unterricht und Luis Alberto Riart als Kriegs- und Marineminister angehörten.
Zu Beginn seiner Präsidentschaft hatte Paraguay rund eine Million Einwohner, von denen 828.968 in der Hauptstadt Asunción sowie 103.750 Menschen im übrigen Land lebten. Die 1921 gegründete Schule für Vermessung (Escuela de Agrimensura) wurde 1926 als Fakultät für Physikalisch-Mathematische Wissenschaften Teil der Universidad Nacional de Asunción (UNA). Am 15. August 1924 endete seine Amtszeit, woraufhin er das Amt des Präsidenten an José Patricio Guggiari abtrat. Es war das erste Mal in der Geschichte Paraguays, dass ein gewählter Präsident seine vierjährige Amtszeit regulär beendete.
Seine Amtszeit als Präsident war von einer Friedensperiode ohne die sonst zahlreich vorgekommenen Staatsstreiche geprägt. Sein Modernisierungsprogramm beinhaltete soziale Angelegenheiten sowie Reformen auf den Gebieten des öffentlichen Finanzwesens in der Bildung. Die relative Pressefreiheit und die Bildungsreformen führten zu einer kulturellen Renaissance Paraguays Ende der 1920er Jahre, was sich insbesondere in einem neuen Interesse an der Literatur und Musik der Guaraní zeigte. Die relative Freiheit ideologischer Debatten und die neu entstehende Gewerkschaft brachten weitere neue politische Bewegungen hervor, wie die Nationale Unabhängigkeitsliga (Liga Nacional Independiente) sowie die Neue Nationale Ideologie (Nuevo Ideario Nacional). Trotz der Periode der inneren Ruhe trat er für eine Stärkung der Kontrolle über die Region des Gran Chaco ein, was allerdings zu Unruhen in dieser Grenzregion führte und schließlich in den Beginn des Chacokrieges 1932 mündete.

### Finanzminister von 1928 bis 1930 und Tod
Sein Nachfolger als Staatspräsident José Patricio Guggiari berief Eligio Ayala wieder zum Finanzminister in dessen Regierung, der ferner Jerónimo Zubizarreta als Außenminister, Eliseo Da Rosa als Kriegs- und Marineminister, Luis de Gásperi als Innenminister sowie Rodolfo González als Minister für Justiz, Religion und öffentlichen Unterricht angehörten.
Ayala war ledig. Nachdem ihn seine Geliebte Hilda Diez wegen des jüngeren Bankangestellten Tomás Bareiro verlassen hatte, kam es am 23. Oktober 1930 zu einem Pistolen-Duell zwischen den beiden Kontrahenten. Ayala erschoss zwar Bareiro, erlag aber am darauf folgenden Tag seinen ebenfalls erlittenen Verletzungen.

## Veröffentlichungen
- Migraciones, Bern 1915, Veröffentlichung 1941 (posthum)
- Evolución de la Economia Agraria en el Paraguay, 1986 (posthum)